# Svart pokalmurkla
Svart pokalmurkla (Helvella queletii) är en svampart som beskrevs av Bres. 1882. Svart pokalmurkla ingår i släktet Helvella och familjen Helvellaceae.  Arten är reproducerande i Sverige. Inga underarter finns listade i Catalogue of Life.
Arten är uppkallad efter den franske mykologen Lucien Quélet.